# جب دکیله
جب دکیله (به عربی: جب دکیلة) یک روستا در سوریه است که در ناحیه عقیربات واقع شده‌است. جب دکیله ۲۰۰ نفر جمعیت دارد.